# Robert Battersby
Robert Christopher Battersby, CBE (* 14. Dezember 1924 in Sheffield; † 30. September 2002) war ein britischer Politiker der Conservative Party, der unter anderem zwischen 1979 und 1989 Mitglied des ersten und Mitglied des zweiten Europäischen Parlamentes war.

## Leben
Robert Christopher Battersby war Sohn des Robert Luther Battersby aus dessen Ehe mit Dorothea Gladys Middleton, stammte aus Sheffield, wo sein Großvater die Tageszeitung Sheffield Star gegründet hatte, deren Herausgeber sein Vater wurde. Sein Vater hatte als Major bei der Royal Field Artillery und später in der Britisch-Indischen Armee gedient.
Battersby besuchte die Firth Park Grammar School in Sheffield und studierte zwei Semester an der Universität Edinburgh, bevor er in die British Army eintrat. Während des Zweiten Weltkriegs wurde er ab November 1944 in Italien eingesetzt. Später diente er als britischer Verbindungsoffizier im Griechischen Bürgerkrieg, wo er mentioned in dispatches wurde. 1947 schied er im Dienstrang eines Sergeant aus dem aktiven Armeedienst aus. Als Reserveoffizier im Nachrichtendienst (Intelligence Corps) der British Army wurde am 5. Mai 1952 zum Second Lieutenant befördert.
Ab 1947 studierte er am Fitzwilliam College der Universität Cambridge, wo er einen Abschluss in Russisch und Neugriechisch erwarb. Nach dem Erwerb eines Französischzertifikats an der Universität Toulouse und einer einjährigen Lehrtätigkeit an der Leys School in Cambridge nahm er 1953 eine Managertätigkeit in der Wirtschaft auf und arbeitete hauptsächlich in der Metallindustrie. So war er insbesondere als Verkaufsdirektor der Associated Engineering (Export Services) Ltd tätig. Für seine Verdienste im Exportwesen wurde er am 1. Januar 1971 als Member des Order of the British Empire (MBE) ausgezeichnet.
Bei der Europawahl am 7. Juni 1979 wurde Battersby als Kandidat der Conservative Party im Wahlkreis Humberside zum Mitglied des 1. Europäischen Parlamentes gewählt und gehörte diesem vom 17. Juli 1979 nach seiner Wiederwahl bei der Europawahl am 14. Juni 1984 auch als Mitglied des zweiten Europäischen Parlamentes bis zum 24. Juli 1989 an. Er schloss sich der Fraktion der Europäischen Demokraten (ED) an und war in der ersten Legislaturperiode zwischen dem 20. Juli 1979 und dem 23. Juli 1984 sowohl Mitglied des Landwirtschaftsausschusses als auch Mitglied des Ausschusses für Haushaltskontrolle sowie ferner vom 11. April 1983 bis zum 23. Juli 1984 Mitglied der Delegation für die Beziehungen zur Volksrepublik China. Er zwischen dem 6. April 1987 bis zum 24. Juli 1989 Mitglied des Vorstands der Fraktion der Europäischen Demokraten sowie vom 26. Juli 1984 bis zum 24. Juli 1989 stellvertretender Vorsitzender des Ausschusses für Haushaltskontrolle. Daneben war er zwischen dem 12. Februar 1985 und dem 20. Januar 1987 auch stellvertretender Vorsitzender der Delegation für die Beziehungen zur Volksrepublik China und im Anschluss vom 21. Januar 1987 bis zum 24. Juli 1989 stellvertretender Vorsitzender der Delegation für die Beziehungen zur Union der Sozialistischen Sowjetrepubliken. Darüber hinaus war er zwischen dem 26. Juli 1984 und dem 20. Januar 1987 erst Mitglied sowie daraufhin vom 21. Januar 1987 bis zum 24. Juli 1989 stellvertretendes Mitglied des Ausschusses für Landwirtschaft, Fischerei und Ernährung. Weiterhin war er zwischen dem 16. November 1984 und dem 16. Januar 1986 zunächst Mitglied und daraufhin vom 18. Februar 1986 bis zum 20. Januar 1987 stellvertretendes Mitglied des Ausschusses für die Rechte der Frau. Schließlich fungierte er zwischen dem 26. Juli 1984 und dem 20. Januar 1987 noch als stellvertretendes Mitglied des Ausschusses für Regionalpolitik und Raumordnung. Für seine politischen Verdienste wurde Robert Battersby am 15. Juni 1990 zum Commander des Order of the British Empire (CBE) erhoben. Zudem wurde er als einer von wenigen Nicht-Katholiken 1990 vom Papst als Ritter des Gregoriusordens ausgezeichnet.
Er hatte eine Tochter mit seiner ersten Gattin, June Scriven, und zwei Söhne und eine Tochter mit seiner zweiten Gattin, Marjorie Bispham, die ihn überlebte.